# Jorge Yllescas
Jorge Efraín Yllescas Mercado (ur. 22 sierpnia 1973) – peruwiański zapaśnik walczący w stylu klasycznym. Olimpijczyk z Atlanty 1996, gdzie zajął osiemnaste miejsce w kategorii 48 kg.
Czwarty w igrzyskach panamerykańskich i na mistrzostwach panamerykańskich w 1991. Wicemistrz igrzysk Ameryki Południowej w 1994. Mistrz Ameryki Płd. w 1993, drugi w 1992. Złoty i srebrny medalista igrzysk boliwaryjskich w 1993 roku.